# 存貨
，這一概念的認定與該公司之營業範圍有關，凡企業為了營業活動所購買或製造的商品，才能計入存貨科目中，否則必須計入其他的資產科目中。企业存货具体包括：原材料、在产品、半成品、产成品、商品、周转材料。
中国企业会计准则定义存货为，企业在正常生产经营过程中持有以备出售的产成品或商品，或者为了出售仍然处在生产过程中的在产品，或者将在生产过程或提供劳务过程中耗用的材料、物料等。存货在同时满足以下两个条件时，才能加以确认：该存货包含的经济利益很可能流入企业；该存货的成本能够可靠地计量。

## 存貨數量
造成存貨數量不一定等於真正的存貨數量的原因：
1. 在途存貨
2. 寄銷品
3. 附買回合約之銷貨
4. 代管商品及自用品

## 存貨成本的決定
存貨成本是指存貨到達可供銷售的狀況下，一切合理且必要的支出。有4種處理方式：
1. 個別認定法（英語：specific identification methods)：若採用此法，較容易有操控損益金額的機會
2. 先進先出法
3. 後進先出法（不適用於國際財務報導準則，但適用於美國會計準則)
4. 平均法（英語：weighted average cost)

## 存貨的兩個重要指标
存貨周轉率和存貨周轉天數是衡量企業存貨管理水平高低的兩個重要指標。這兩個指標直接影響了企業的短期償債能力，是企業管理的非常重要的內容。通常，存貨周轉速度越快，說明企業的存貨管理能力越高，這樣，企業的變現能力和盈利能力也隨之提高。

### 存貨周轉率
| 存貨周轉率＝ | 銷售成本 |
| 存貨周轉率＝ | 平均存貨 |
| 平均存貨＝ | 期初存货余额+期末存货余额 |
| 平均存貨＝ | 2                         |

### 存貨周轉天數
| 存貨周轉天數＝ | 360          |
| 存貨周轉天數＝ | 存貨周轉次數 |

## 存貨的評價
存貨的評價係指正確且合理的評估存貨價值。唯有適當的存貨評價，才能在資產負債表中正確反映存貨的資產價值，並在損益表上正確表達損益數字。存貨的價值，首先需先知道存貨的數量及單位成本，將兩者加以配合計算，即可得到存貨的總價值。
- 國際財務報導準則（英語：International Financial Reporting Standards，IFRS)：存貨評量採用成本法或者淨現值法（英語：net realizable value, NRV）孰低原則。
- 美國會計準則（英語：US Generally Accepted Accounting Principles，US GAAP)：除非該公司採用後進先出法或者零售存貨法（英語：retail inventory methods)，否則其存貨評量同樣採用成本法或者淨現值法孰低原則。

其中淨現值法表示預期銷售價格減去銷售成本和完工成本，而零售存貨法按照存貨成本與零售價格的比率估計存貨成本。
值得一提的是，若淨現值低於資產負債表的存貨價值，那麼存貨將進行減值處理，減值部分計入利潤表中的收入損失；在國際財務報導準則中，若如果淨現值後來又高於資產負債表的存貨價值，存貨價值可以重新調整來，但最高不超過原來減值前的價值；而在美國會計準則下，一旦存貨減值，就不能夠重新調整回來。

## 持有存貨的原因
因為持有存貨可能需要花費成本且管理不易，因此存貨控制需考量以下這些因素
1. 許多情況存在顯著的不確定性:像是供應的數量與品質、供應商的成本以及運送時間等
2. 前置時間:即使沒有發生需求或供應上的不確定性，卻會由於運送的前置時間而必須持有存貨
3. 運輸公司提供的規模經濟:鼓勵公司運輸大量的品項，因而持有較多的存貨。
4. 顧客需求的非預期改變:顧客需求一直都是難以預測的。近幾年來，顧客需求的不確定性由以下原因而增加

- 愈來愈多產品具有較短的產品生命週期，這也表示顧客需求的歷史資料無法取得或有所限制
- 市場上存在許多競爭產品。由於產品項目的多樣化，要預測特定產品的需求變得更加困難。

## 相關資料
- 財務報表分析
- 會計學
- 經濟學
- 財務管理
- ABC分类法